# Гоффен, Филипп (политик)
Фили́пп Гоффе́н (фр. Philippe Goffin; род. 1 апреля 1967, Льеж) — бельгийский государственный и политический деятель, член партии «Реформаторское движение». В прошлом — министр иностранных дел и обороны в 2019—2020 годах.

## Биография
Родился 1 апреля 1967 года, юрист, с 13 июня 2010 года является депутатом Палаты представителей, где возглавлял Юридическую комиссию.
С 2000 года является бургомистром города Крисне.
По итогам парламентских выборов в мае 2019 года переизбран в Палату представителей, заняв по списку Реформаторского движения третье место в многомандатном округе провинции Льеж с результатом 8,37 %.
12 ноября 2019 года получил в первом туре выборов нового лидера РД 11,22 % голосов, оставшись на четвёртом месте. Во втором туре поддержал кандидатуру победителя первого тура Жоржа-Луи Буше.
30 ноября 2019 года ввиду назначения Дидье Рейндерса в состав Европейской комиссии Гоффен получил портфели министра обороны и министра иностранных дел в правительстве Софи Вильмес.
17 марта 2020 года при формировании второго правительства Вильмес сохранил обе должности.